# بلاگویه ماریانوویچ
بلاگویه ماریانوویچ (صربی: Blagoje Marjanović؛ ۹ سپتامبر ۱۹۰۷ – ۱ اکتبر ۱۹۸۴) یک بازیکن فوتبال، و سرمربی (فوتبال) اهل یوگسلاوی بود.